# André René de Normandie s’Jacob
André René de Normandie s’Jacob (Staverden, 8 september 1921 - concentratiekamp Neuengamme, 5 februari 1945)  was een Nederlandse student en verzetsstrijder.

## Biografie
s’Jacob werd in 1921 op het landgoed Staverden geboren als zoon van de grootgrondbezitter Herman Theodoor s'Jacob en van Elizabeth Jacoba van der Leeuw. Per Koninklijk Besluit van 7 november 1925 werd "de Normandie" aan zijn geslachtsnaam "s’Jacob" toegevoegd. Na het behalen van zijn H.B.S.-diploma in 1940 ging hij studeren. Als student raakte hij tijdens de Tweede Wereldoorlog betrokken bij het verzet. Zijn groep werd in juni 1944 door verraad door de Duitse Sicherheitspolizei opgerold. Enkele leden werden ter plaatse doodgeschoten en de meeste andere leden werden in concentratiekamp Vught gefusilleerd. s’Jacob werd afgevoerd naar een concentratiekamp in Duitsland. Hij overleed in februari 1945 op 23-jarige leeftijd in het concentratiekamp Neuengamme.